# 퀸 허비
에이미 누넌(Amy Noonan, 1986년 4월 29일 ~ )은 미국의 래퍼, 싱어송라이터이자 혼성 듀오 카민의 멤버였다. 2017년, 카민의 활동 중단 이후 퀸 허비(Qveen Herby)라는 예명으로 솔로 활동을 시작했다.

## 음반 목록

### 정규 음반
- A Woman  (2021)

### EP
- EP 1 (2017)
- EP 2 (2017)
- EP 3 (2018)
- EP 4 (2018)
- EP 5 (2019)
- EP 6 (2019)
- The Vignettes (2019)
- EP 7 (2019)
- Tiny Piano (2020)
- EP 8 (2020)
- EP 9 (2020)